# Luigi Cadorna (1930)
Luigi Cadorna byl lehký křižník stejnojmenné třídy sloužící v italském královském námořnictvu za druhé světové války. Byla to jedna ze dvou lodí druhé skupiny třídy Condottieri. Jeho sesterskou lodí byl křižník Armando Diaz. Samotný Luigi Cadorna byl italský polní maršál a velitel italské armády za první světové války.

## Stavba
Stavba křižníku byla zahájena v roce 1930, dne 30. září 1931 byla loď spuštěna na vodu a 11. srpna 1933 byla uvedena do služby.

## Konstrukce
Konstrukce lodi přímo vycházela z předchozí třídy Di Giussano – hlavní důraz byl kladen na rychlost a výzbroj, přičemž pancéřová ochrana a odolná konstrukce byly až druhotné. Loď se lišila zejména použitím novějších děl, jiným rozmístěním děl sekundární ráže a přemístěním katapultu z přídě za druhý komín.

## Operační služba
Loď se podílela na italské invazi do Albánie a byla nasazena i v druhé světové válce. V roce 1943 byl z lodi odstraněn katapult a protiletadlová výzbroj byla zesílena o čtyři 20mm kanóny. Křižník válku přečkal a byl po ní předán nově vzniklé Marina Militare. Byl používán k výcviku a v roce 1951 vyřazen.